# Chapdeuil
Chapdeuil è un comune francese di 135 abitanti situato nel dipartimento della Dordogna nella regione della Nuova Aquitania.

## Società

### Evoluzione demografica
Abitanti censiti